# Alois Hochmal
Alois Hochmal (18. prosince 1914 Holovousy – 17. ledna 2010 Gwynedd) byl český stíhací pilot a velitel 313. československé stíhací perutě RAF.

## Život

### Před druhou světovou válkou
Alois Hochmal se narodil 18. prosince 1914 v Holovousech na Jičínsku v rodině rolníka. V roce 1933 maturoval na obchodní akademii v Hořicích a následně nastoupil prezenční vojenskou službu. Rozhodl se stát vojenským letcem. Mezi lety 1936 a 1937 vystudoval školu pro důstojníky letectva v záloze v Prostějově a poté Vojenskou akademii v Hranicích, kterou zdárně dokončil 14. srpna 1938. Následně sloužil u Leteckého pluku 1. Dosáhl hodnosti poručíka.

### Druhá světová válka
Po německé okupaci opustil Alois Hochmal na jaře 1939 ilegálně Protektorát Čechy a Morava a odešel do Francie, kde podepsal vstup do cizinecké legie. Po vypuknutí druhé světové války byl 2. října 1940 prezentován u zde vznikající československé zahraniční jednotky a následně zařazen k francouzskému letectvu, do bojů se ale nezapojil. Po pádu Francie v červnu 1940 se evakuoval do Spojeného království, kde vstoupil do Royal Air Force. Absolvoval přeškolení na britské stroje a od roku 1941 bojoval postupně v 247. a 501. peruti RAF. Dne 20. května 1941 byl zařazen do 313. československé stíhací perutě, kde se stal velitelem letky. První operační turnus ukončil 1. října 1942, následně sloužil u Inspektorátu československého letectva. Druhý operační turnus u 313. perutě zahájil v květnu 1943, dne 27. září téhož roku si zapsal poškození jednoho stroje Focke-Wulf Fw 190. Od 22. května do 1. září 1944 a tedy v době Operace Overlord působil ve funkci velitele 313. perutě, poté zastával funkci zpravodajského důstojníka u Vzdušné obrany Velké Británie. Dosáhl hodnosti kapitána

### Po druhé světové válce
Po návratu do Československa nastoupil Alois Hochmal jako pedagog v leteckém učilišti. Mezi zářím 1946 a dubnem 1948 studoval na Vysoké škole válečné v Praze, po jejím dokončení byl ale okamžitě odeslán v dosažené hodnosti majora na nucenou dovolenou. Z důvodu změn poměrů po komunistickém převratu odešel v červnu 1948 opět do emigrace a žil v Spojeném království a do roku 1970 opět sloužil u Royal Air Force. V roce 1991 byl povýšen do hodnosti plukovníka ve výslužbě. Zemřel 17. ledna 2010 ve velšském Gwyneddu.

## Rodina
Matka a bratr Aloise Hochmala byli během druhé světové války internováni v internačním táboře Svatobořice. V roce 1943 se oženil.

## Vyznamenání
- 3x Československá medaile Za chrabrost před nepřítelem
- 4x Československý válečný kříž 1939
- Hvězda 1939–1945
- Československá medaile za zásluhy I. stupně
- Pamětní medaile československé armády v zahraničí
- Evropská hvězda leteckých posádek
- Britská medaile Za obranu
- Válečná medaile 1939–1945